# كريستا ريغوزي
كريستا ريغوزي (من مواليد 2 مايو 1983) عارضة أزياء وممثلة سويسرية ملكة جمال سويسرا 2006 في 9 سبتمبر 2006 في جنيف.

## نشأتها
درست كريستا علوم الإعلام والاتصال في جامعة فريبورغ وبصفتها موضوعًا ثانويًا في القانون الجنائي وعلم الإجرام في جامعة برن، وحصلت على درجة البكالوريوس.